# The Dishwasher: Vampire Smile
The Dishwasher: Vampire Smile est un jeu vidéo de type beat them all développé par Ska Studios et édité par Microsoft Game Studios, sorti en 2011 sur Xbox 360 puis réédité en 2017 sur Windows, Mac et Linux.
Il fait suite à The Dishwasher: Dead Samurai.

## Accueil
- Jeuxvideo.com : 16/20[1]